# Urs Lehmann
Pour les articles homonymes, voir Lehmann.
Urs Lehmann, né le 1er avril 1969 à Rudolfstetten-Friedlisberg, est un ancien skieur alpin suisse, qui a mis un terme à sa carrière sportive à la fin de la saison 1997. Il compte à son palmarès un titre de champion du monde de descente, remporté à Morioka en 1993. 
Il est depuis 2008 (constamment réélu, plus récemment en 2021) le président de Swiss ski, la fédération suisse de ski.  

## Championnats du monde
- Championnats du monde de 1993 à Morioka (Japon) :
  -  Médaille d'or en descente

## Coupe du monde
- Meilleur résultat au classement général : 52e en 1993

### Saison par saison
- Coupe du monde 1990 :
  - Classement général : 107e
- Coupe du monde 1992 :
  - Classement général : 57e
- Coupe du monde 1993 :
  - Classement général : 52e
- Coupe du monde 1995 :
  - Classement général : 57e
- Coupe du monde 1996 :
  - Classement général : 109e
- Coupe du monde 1997 :
  - Classement général : 93e

### Arlberg-Kandahar
- Meilleur résultat : 25e place dans la descente 1992 à Garmisch